# نسيج حجمي
النسيج الحجمي (بالإنجليزية Volumetric Texture) هو النسيج الذي يوجد في الأحجام ثلاثية الأبعاد ويمكن تحديده في فضاء ثلاثي الأبعاد، يشار له أحيانا بالنسيج ثلاثي الأبعاد أو النسيج الصلب  وهو أحد مجالات معالجة الصور ويهدف إلى استخراج النسيج الحجمي من الصور ثلاثية الأبعاد كميزة يمكن استخدامها فيما بعد في تنصيف الصور وتقسيمها واستخراج الأنماط منها.

## مجالات الاستخدام
يستخدم النسيج الحجمي بشكل واسع في التطبيقات الطبية التي تهتم بتشخيص الأمراض والتعرف عليها وذلك بسبب توفر أجهزة التصوير التي تولد صور حجمية ثلاثية الأبعاد. وقد اكتسب تحليل النسيج الحجمي أهمية بسبب قدرتها على استخراج معلومات ومميزات ذات معنى أكبر مقارنة بالنسيج ثنائي الأبعاد المستخرج من الصور ذات البعدين، ويرجع ذلك إلى احتواء الصور الحجمية أو ثلاثية الأبعاد على بيانات أكبر معنى وترابط.
وساعد تحليل النسيج الحجمي على تطوير خوارزميات لتشخيص أمراض عدة مثل أمراض الرئة والكبد والكلى والدماغ.

## أساليب تحليل النسيج الحجمي
هنالك عدة خوارزميات لاستخراج وتحليل النسيج الحجمي مثل :
- استخدام خوارزمية الأنماط الثنائية المحلية LBP لاستخراج النسيج الحجمي من الصور ثلاثية الأبعاد.[5][6]
- استخدام مصفوفات Co-occurrence لحساب أنماط النسيج الحجمي في الصور الحجمية.[7]
- باستخدام حقل ماركوف العشوائي.